# 狗国三
人马座62 （62 Sagittarii），拜耳命名法为人马座c，中文名狗国三，是一颗位于人马座的M-型巨星。它位于星群飞弹螺（中国古代星官称为狗国）的西南边。它是一颗不规则变星。亮度在4.45-4.64之间变化，当它最亮时，是飞弹螺星群最明亮的一颗恒星。人马座62距离地球约450光年。